# Molnár Zoltán (sportvezető)
Molnár Zoltán (Nyírbátor, 1955. június 11. –) magyar edző, sporttisztviselő.
A KSI és a Vasas közép- és hosszútávfutója volt. A Ganz MÁVAG-ban (1981–1983), a MAFC-ban  (1983–1986) és a BKV Előrében (1986–1989) tevékenykedett atlétaedzőként. 1974-től volt a Népstadion és Intézményei (NSI) munkatársa. 1984-ben lett az NSI intézményvezető helyettese. 1986-ban intézményvezető, 1991-ben főigazgató lett. Ezt a posztját 2001 márciusáig töltötte be. Ezt követően a Magyar Olimpiai Bizottság ügyvezető igazgatója lett. 2001-ben pályázott a MOB főtitkári posztjára, de visszalépett. 2009 januárjában a MOB főtitkárának választották. Ezt a posztját 2012 októberéig töltötte be. 2013-tól a Budapesti Sportszolgáltató Központ igazgatója volt. 2019 decemberében erről a posztjáról lemondott.
1996-ban a Magyar Sportszövetség elnökségi tagja, majd alelnöke lett. Az 1996-os olimpián a magyar csapat technikai felelőse, 1997-ben a MOB elnökségi tagja lett. A 2000 és  2012 között hét olimpián volt a magyar csapat vezetője. A Magyar Edzők Társaságágának 2006-tól alelnöke, majd 2013 májusától elnöke.

## Díjai, elismerései
- Miniszteri dicséret (1995)[15]
- A Magyar Köztársasági Érdemrend kiskeresztje (1998)
- MOB Érdemérem (2008, 2012)[16]
- Magyar Sportért arany fokozat (2008)
- A Magyar Érdemrend középkeresztje (2012)
- Fair Play díj, a sport szolgálatában kategória (2015)[17]
- European Olympic Laurel (2023)[18]
- Eszterházy Miksa-díj (2025)[19]